# Desa Ciherang (administrativ by i Indonesien, Jawa Barat, lat -6,60, long 107,46)
Desa Ciherang är en administrativ by i Indonesien.   Den ligger i provinsen Jawa Barat, i den västra delen av landet, 80 km sydost om huvudstaden Jakarta.